# Folkevennen
|  | For det norske tidsskrift af samme navn se Folkevennen (Norge) |
Folkevennen var et dansk tidsskrift udgivet af J.C.M. Steineck der udkom i perioden 21. marts 1794 – 10. april 1795.

## Politisk linje
Bladet var et politisk loyalistisk blad, der så det som sin opgave at forsvare den absolutistiske danske forfatning imod tilhængerne af republikken og den Franske Revolution. Bladet blev dog holdt i en hensynsløs og grov tone. I tidsskriftes nr. 12 opridses bladets politiske udgangspunkt: "Vi saa, at man søgte at udbrede Had og Foragt mod Enhver, som holdt det for sin Pligt at forsvare Landets Forfatning. At rose vor borgerlige Forfatning og vore Love var ofte nok til at blive udraabt for Dosmer og Uoplyst, at røbe Bifald og Tilfredshed med Regeringens Foretagender blev belønnet med benævnelse af Kryberi og Hykleri.".
Bladet vendte sig imod trykkefriheden, samt tilhængerne af de frihedstanker, som var baggrunden for den Franske Revolution. Dette skete ofte med personlige udfald, med navns nævnelse, mod danske skribenter. Således f.eks. mod Knud Lyne Rahbek, Peter Andreas Heiberg og Johan Werfel. Denne sidste grundlagde endda et tidsskrift Folke-Fienden, som var direkte rettet imod Folkevennen, og i hvert nummer indeholdt en artikel der kritiserede Folkevennens indhold. Skribenterne ved bladet Samleren, bl.a. Malthe Conrad Bruun og Heiberg, skrev også flere kritiske og satiriske indlæg om Folkevennen.
Folkevennen indeholdt desuden bidrag, oftest i form af digte, fra de norske præster Johan Nordahl Brun og Jens Zetlitz.

## Carl Manderfeldt
En medarbejder ved bladet var den svenske eventyrer og landråd Carl Manderfeldt. Ifølge rygtet arbejdede denne på en biografi af P.A. Heiberg. Heiberg havde i sin ungdom sandsynligvis stiftet en spillegæld, og var naturligvis ikke glad for hvordan den historie ville blive fremlagt i Folkevennen. Han sendte derfor en række breve til Manderfeldt som truede med udgivelsen af en biografi af Manderfeldts levned. Dette fik Manderfeldt til at indrykke en annonce i Adresseavisen, hvori han erklærede aldrig at have arbejdet for Folkevennen, samt at han aldrig havde læst bladet. Heiberg kunne dog oplyse Manderfeldt om at han havde set en egenhændig af Manderfeldt nedskrevet note, dateret 6 uger før annoncen, hvor Manderfeldt nævnte at have læst Folkevennen.

## Prins Carl af Hessen
Trykkefriheden som eksisterede i 1790'erne var i høj grad baseret på regeringens relativt store efterladenhed i forbindelse med at anlægge sag mod kritiske skribenter. Men det gjorde også at man i samtiden var usikker på om denne tilstand ville vare ved. I 1795 var der rygter om at kronprins Frederiks nære ven prins Carl af Hessen arbejdede på at indskrænke trykkefriheden. I sit fjerde nummer kunne Folkevennen afvise disse rygter ved at fremvise et brev som Carl af Hessen havde skrevet til kongen, og hvori han støttede op om trykkefriheden. Spørgsmålet om hvordan bladet havde fået fat i denne fortrolige korrespondance nærede dog en anden mistanke, som mange allerede havde haft. Nemlig den at Folkevennen var udtænkt og finansieret af folk i regeringen, og skulle fungere som et politisk organ der skulle tilsmudse de mere reform- eller revolutionsvenlige skribenter. Werfel stillede spørgsmålet i sit blad Folke-Fienden (nr. 4), uden dog åbent at turde nedfælde anklagen om Carl af Hessen som bagmand. På trods af at Folkevennen i sit nr. 18 afviste at prinsen havde nogen som helst indflydelse på bladet, er det dog i dag almindeligt accepteret at det var ham der stod bag.